# ناحیه عین البیضاء
ناحیه عین البیضاء (به عربی: دائرة عین البیضاء) یک ناحیه در الجزایر است که در استان ام‌البواقی واقع شده‌است.